# Jean de la Clite

Wappen des Jean de la Clite

Jean de la Clite (flämisch: Jan van der Clyte; † 13. September 1443 in Comines) war Herr von Comines (heute Comines/Komen) im französischen Département Nord und Comines-Warneton (Komen-Waasten) in der belgischen Provinz Hennegau, Statthalter von Flandern und Gründungsmitglied des Ordens vom Goldenen Vlies.

## Leben

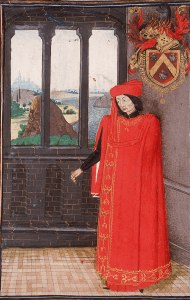
Jean de la Clite in Statuts, Ordonnances et Armorial de l’Ordre de la Toison d’Or

Jean, der 1404 den Besitz seiner Eltern, insbesondere die flämische Herrschaft Comines erbte, schlug eine militärische Karriere ein. 1409 diente er bei den flämischen Truppen in Paris, 1415 kämpfte er in der Schlacht von Azincourt, wurde danach in Ruisseauville gefangen gehalten und schließlich gegen Lösegeld freigelassen. 1417 befand er sich im Gefolge Johann Ohnefurchts auf dessen Feldzug gegen Paris.

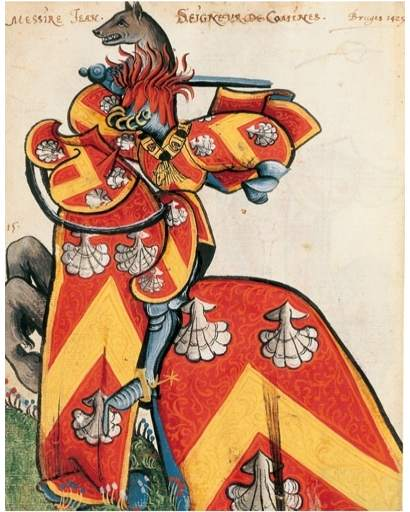
Jean de la Clite in Le grand armorial équestre de la Toison d’or. Manuscrit BNF Arsenal 4790.

 Nach Johanns Ermordung (1419) blieb er im Dienst von dessen Sohn und Nachfolger Philipp der Gute; er nahm an der Belagerung von Crépy (1419/20) teil und der Schlacht von Mons-en-Vimeux (1421). 1424 wurde er zum souveränen Bailli der Grafschaft Flandern ernannt, als der er an den Belagerungen von Zevenbergen (1426/27) und Cassel teilnahm. Am 10. Januar 1430 wurde er eines der Gründungsmitglieder des Ordens vom Goldenen Vlies (Diplom Nr. 9), im gleichen Jahr nahm er an der Schlacht von Compiègne teil, bei der Jeanne d’Arc in die Hände der Burgunder fiel.
Im Jahr 1435 wurde er angeklagt, an der Ermordung von Jacques II. de Bourbon-Préaux im Jahr 1429 in Piacenza beteiligt gewesen zu sein, und hatte den Rest seines Lebens damit zu tun, diese Beschuldigung abzuwehren. Da ihm Philipp der Gute seine Gunst nicht entzog, kämpfte er 1436 bei der Belagerung von Calais und 1440 bei der Unterdrückung eines Aufstands der Einwohner von Brügge.
Jean de la Clite starb 1443 und wurde in der Kirche von Comines bestattet. Sein Grab wurde in den Ruinen der im Ersten Weltkrieg zerstörten Kirche wiederentdeckt.

## Familie
Jean de la Clite war der Sohn von Colard I. de la Clite und Jeanne de Waziers, Dame de Comines. Colard de la Clite hatte bereits hohe Verwaltungsämter zur Zeit des Grafen Ludwig II. von Flandern, genannt Ludwig von Male († 1384), inne, und konnte seine Position halten, als der burgundische Herzog Philipp der Kühne als Ludwigs Schwiegersohn die Regierung Flandern übernahm: es wurde dessen Berater und Kammerherr.
Jeans Bruder Colard II. de la Clite war der Vater des französischen Diplomats und Historikers Philippe de Commynes († 1511).
Jean heiratete als erstes Jeanne de Ghistelles († 9. Oktober 1431), Tochter des Jean VI. de Ghistelles († 1417), Generalkapitän von Flandern, und Jeanne de Châtillon († kurz nach 1417). Aus dieser Ehe entstammte Jean II. de la Clite ⚭ Jeanne d’Estouteville, Dame de Beaumont; deren Tochter war Jeanne de la Clite († 1512), Dame de Comines, Vicomtesse de Nieuwpoort; ⚭ Jean Halluin (Halewijn), Seigneur de Halluin, Vicomte de Roulers (Roeselare) – ihre Nachkommen sind u. a. die Herzöge von Aarschot aus dem Haus Croy.
In zweiter Ehe war Jean seit 1433 mit Jeanne de Preure, Witwe von Jean, Seigneur de Nevele et de Fosseux, verheiratet. Jeanne überlebte ihren Mann und wird 1449 zuletzt erwähnt.